# تعدیل‌کننده انتخابی گیرنده استروژن
تعدیل‌کننده انتخابی گیرنده استروژن یا باختصار SERM گروهی از ترکیب‌ها هستند که روی گیرنده استروژن کنش دارند.یکی از ویژگی‌های این مواد را از گیرنده‌های محض آگونیست و آنتاگونیست متمایز می‌کند اینست که عملکرد آنها در بافت‌های گوناگون متفاوت است، در نتیجه امکان انتخاب عمل مهار یا تحریک در بافت‌های گوناگون را ممکن می‌سازد.

## گروه‌های کاربردی
| نام            | مورد استفاده                                    | اثر/منطقه اثر                                 |
| -------------- | ----------------------------------------------- | --------------------------------------------- |
| کلومیفن سیترات | تحریک تخمک‌گذاری در ناباروری وابسته به تخمک‌گذاری | آنتاگونیست در هیپوتالاموس                     |
| فمارل          | بهبود سمپتوم‌های یائسگی, پوکی استخوان            | آگونیست در مغز و استخوان                      |
| اورملوگزیفن    | پیشگیری از بارداری                              | آگونیست در استخوان; آنتاگونیست در رحم و پستان |
| رالوکسیفن      | پوکی استخوان, سرطان پستان                       | آگونیست در استخوان; آنتاگونیست در پستان و رحم |
| تاموکسیفن      | سرطان پستان                                     | آگونیست در پستان و رحم, آنتاگونیست در پستان   |
| تورمیفن        | سرطان پستان                                     |                                               |
| لازوفوگزیسن    | پوکی استخوان, سرطان پستان, آتروفی واژینال       | آگونیست در استخوان, آنتاگونیست در پستان و رحم |
| اوسپمیفن       | آتروفی واژینال, دیسپارونیا                      | آگونیست در استخوان, آنتاگونیست در رحم و پستان |

دیگر اعضای این گروه شامل  آفیموکسیفن و آرزوکسیفن می‌شوند. 